# Tjarodei
Tjarodei (russisk: Чародеи) er en sovjetisk spillefilm fra 1982 af Konstantin Bromberg.

## Medvirkende
- Aleksandra Jakovleva som Aljona Igorevna Sanina
- Aleksandr Abdulov som Ivan Sergeevitj Puhov
- Jekaterina Vasiljeva som Kira Anatoljevna Sjemahanskaja
- Valentin Gaft som Apollon Mitrofanovitj Satanejev
- Jevgenij Vesnik